# Liste profanierter Kirchen im Bistum Hildesheim

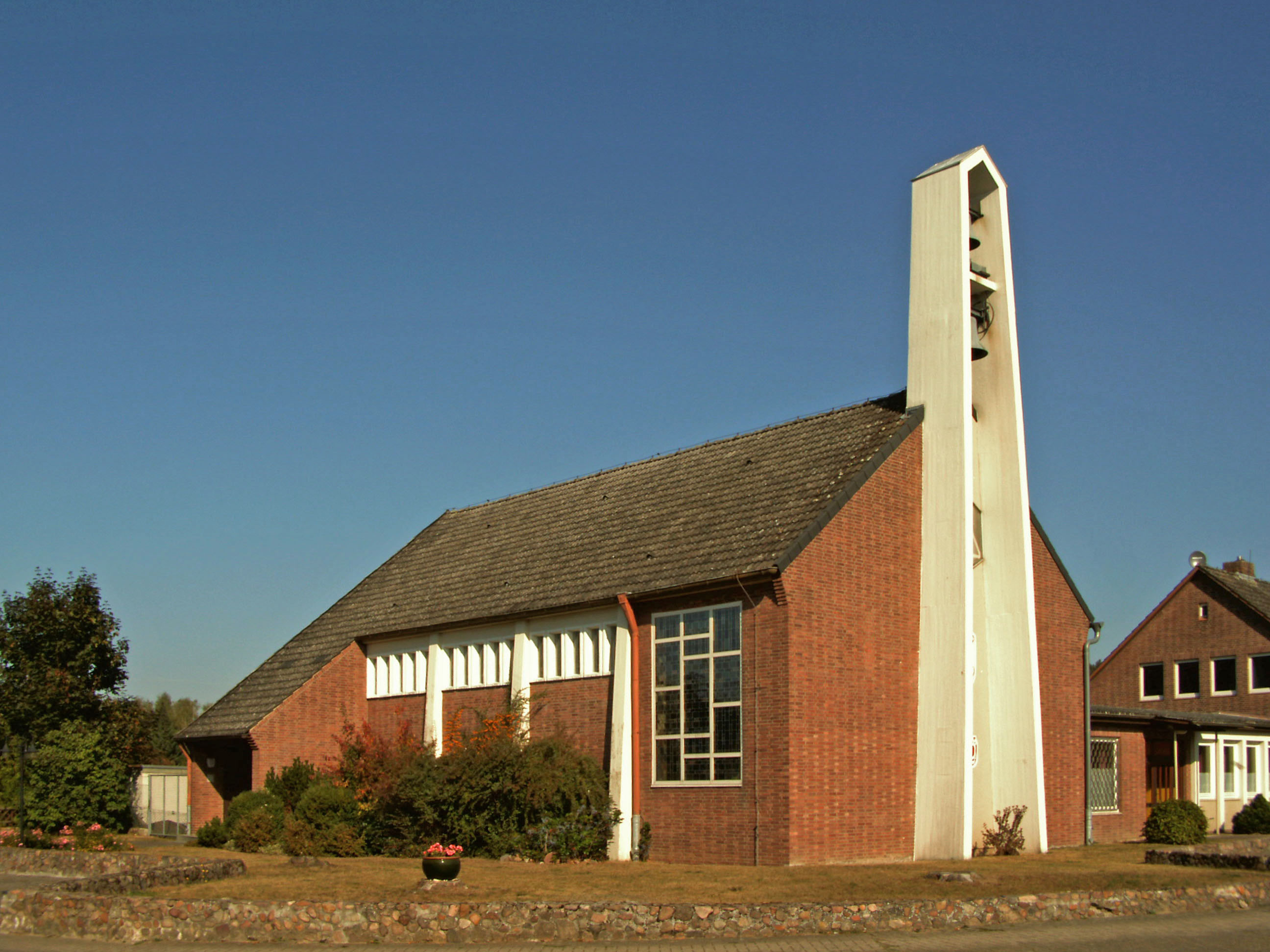
St.-Johannes-Maria-Vianney-Kirche in Clenze (2012 profaniert)

Die Liste der profanierten Kirchen im Bistum Hildesheim führt in chronologischer Reihenfolge Kirchen und Kapellen im Bistum Hildesheim auf, die seit 1989 profaniert wurden. Sie wurden oder werden verkauft, umgewidmet, umgebaut oder abgerissen. In den Jahren von 2000 bis 2021 wurden mehr als 14 Prozent aller Kirchen des Bistums (65 von 464) profaniert.

## Liste
- Liebfrauen, Cuxhaven-Lüdingworth (um 1988), verkauft, heute Nutzung als Ausstellungs- und Arbeitsgebäude eines Geschichts- und Heimatvereines
- St. Antonius, Lathwehren (1989), verkauft, heute profane Nutzung
- St. Anna, Salzgitter-Watenstedt (1989), abgerissen
- St. Anna, Lenne (1991), verkauft, Nachnutzung als Wohnhaus
- St. Godehard, Eimbeckhausen (1993), weitere Nutzung noch unklar
- St. Bernward, Gestorf (1994), verkauft, heute profane Nutzung
- Christ König, Woltwiesche (1994), verkauft, heute profane Nutzung
- St. Augustinus, Hohnstedt (1995), verkauft, heute profane Nutzung
- Maria Königin, Tarmstedt (1996), verkauft, heute Nutzung als Wohnung und Atelier
- Maria Rast, Holxen (1997), vom Caritasverband übernommen, heute Nutzung für Veranstaltungen
- St. Christophorus, Dörnten (1997), verkauft, heute künstlerische Nutzung
- St. Marianus, Bardowick (1997), abgerissen, auf dem Grundstück steht heute ein Palliativzentrum mit Kapelle
- Maria vom Frieden, Groß Vahlberg (1997), verkauft, heute Nutzung als Privathaus
- St. Petrus, Eltze (1999), verkauft, heute Nutzung als Heimatmuseum
- St. Maria, Grießem (1999), bis auf den Turm abgerissen, der Turm wurde als Gedenkstätte gestaltet
- St. Matthias, Groß Munzel (1999), verkauft, heute profane Nutzung
- Hauskapelle des Exerzitienhauses Steterburg, Salzgitter (2001), verkauft, noch keine Nachnutzung
- Zur göttlichen Vorsehung, Angerstein (2003), verkauft, heute Jugendkulturzentrum
- St. Lukas, Fredenbeck (2003), Abriss, auf dem Grundstück steht heute ein Mehrfamilienhaus
- St. Johannes Evangelist, Dielmissen (2004), Verkauf, heute Nutzung als Privathaus
- St. Georg, Salzgitter-Thiede (2004), Verkauf, heute Nutzung als Privathaus
- St. Hedwig, Freden (2005), Abriss
- St. Maria Königin, Hitzacker (2006), heute Nutzung als private Kunsthalle
- Herz Jesu, Peine (2006), heute Nutzung von Peiner Tafel (Lebensmittelausgabe)
- St. Barbara, Goslar-Sudmerberg (2006), abgerissen
- St. Johannes Evangelist, Garbsen (2007), abgerissen, auf dem Grundstück heute Seniorenwohnanlage
- Hl. Familie, Münchehof (2007), Verkauf, heute Nutzung als Veranstaltungsraum
- St. Oliver, Rhüden (2007), verkauft an Musikverein
- Kapelle des Niels-Stensen-Hauses, Worphausen (2007), verkauft, Nachnutzung als Turmalinsaal für Veranstaltungen[2][3]
- St. Maria Rosenkranz, Burgdorf (2007), heute profane Nutzung durch politische Gemeinde
- St. Elisabeth, Salzgitter-Lebenstedt (2008), heute Nutzung von benachbarter Kindertagesstätte
- Maria Königin des Friedens, Fischbeck (2008), heute Nutzung als kirchlicher Kindergarten
- St. Johannes der Täufer, Stederdorf (2008), Verkauf, heute Nutzung als städtische Kindertagesstätte
- Heilig Geist, Hohegeiß (2008), Verkauf, heute Nutzung als private Kirche
- Herz Mariä, Hemmingen-Arnum (2008), Abriss 2009, heute befindet sich auf dem Grundstück eine kommunale Kinderkrippe
- St. Martin, Lutter am Barenberge (2008), Verkauf, heute Nutzung durch Handwerksunternehmen
- St. Pius X. und St. Barbara, Salzgitter-Flachstöckheim (2008), abgerissen, Wohnhäuser auf dem Grundstück im Bau
- St. Godehard, Braunschweig (2009), abgerissen, Wohngebäude auf dem Grundstück erbaut
- St. Thomas, Adenstedt (2009), abgerissen, Nachnutzung des Grundstücks noch unklar
- St. Jakobus der Jüngere, Weetzen (2009), Abriss, heute Einfamilienhaus auf dem Grundstück
- Unbeflecktes Herz Mariä, Mandelsloh bei Neustadt am Rübenberge (2009), Verkauf an Privat
- St. Martin, Schneeren bei Neustadt am Rübenberge (2009), abgerissen
- St. Monika, Hameln-Afferde (2009), Verkauf an Mennonitische Brüdergemeinde
- Herz Jesu, Katlenburg (2009), Verkauf, heute Nutzung als Tanzstudio
- Liebfrauen, Münchehagen (2009), weitere Nutzung noch unklar
- St. Antonius, Hildesheim (2009), seit 2015 Nutzung durch Dommuseum Hildesheim
- St. Barbara, Bad Grund (2010), Verkauf, profane Nutzung geplant
- St. Nikolaus, Bremerhaven-Wulsdorf (2010), Abriss, Kapelle im ehemaligen Pfarrheim eingerichtet
- St. Theresia vom Kinde Jesu, Bornum (2010), Verkauf, heute Nutzung durch Dachdeckerunternehmen
- Heilig Kreuz, Wunstorf-Luthe (2010), abgerissen
- St. Johannes Evangelist, Bad Eilsen (2010), Verkauf, heute profane Nutzung
- St. Magdalenen, Sehnde-Evern (2010), Nutzung durch Musikverein
- Heilig Kreuz, Helpsen (2010), abgerissen
- St. Bartholomäus, Nienstädt (2010), abgerissen
- St. Willehad, Bremen-Aumund (2011), an die Evangeliums-Christen-Gemeinde Bremen e. V. verkauft
- St. Willehad, Cuxhaven (2011), abgerissen
- St. Bernward, Börßum (2011), Abriss und Wohnungsbau auf dem Grundstück geplant
- Heilig Kreuz, Schulenburg (2012), Verkauf an privat
- Maria Königin der Apostel, Coppenbrügge (2012), verkauft, Nachnutzung als Wohnhaus
- St. Johannes Maria Vianney, Clenze (2012), Verkauf
- St. Barbara, Uetze-Hänigsen (2012), abgerissen, Einfamilienhäuser auf dem Grundstück erbaut
- St. Peter und Paul, Bremen (2012), verkauft und abgerissen, Wohnungen auf dem Grundstück geplant
- St. Bruder Konrad, Hannover-List (2013), verkauft und abgerissen
- Hl. Herz Jesu, Neuhaus (Oste) (2013), weitere Nutzung noch unklar
- Hauskapelle des Altenpflegeheimes St. Theresienstift, Liebenburg (2013), noch keine Nachnutzung
- St. Joseph, Eitzum (2013), weitere Nutzung noch unklar
- St. Theresia vom Kinde Jesu, Cremlingen (2014), verkauft, Nutzung als Wohn- und Ausstellungsgebäude eines Bildhauers geplant
- St. Hedwig, Völksen (2014), Verkauf und profane Nutzung geplant
- St. Christophorus, Holtensen (2014), verkauft, Nutzung durch Nähmaschinen-Handelsunternehmen
- St. Maria Goretti, Meinersen (2014), verkauft und abgerissen, Wohnhäuser auf dem Grundstück erbaut
- Hl. Kreuz, Bremen (2014), verkauft, Nutzung zu Wohnzwecken
- Hl. Familie, Rodewald (2015), verkauft, Nutzung zu Wohnzwecken
- Hl. Familie, Helmstedt-Offleben (2015), an privat verkauft
- St. Jakobus der Ältere, Kalefeld (2015), an privat verkauft
- St. Martin, Osterode am Harz (2015), an Altenpflegeheim verkauft
- Hl. Kreuz, Isernhagen-Altwarmbüchen (2015), abgerissen, auf dem Grundstück Supermarkt erbaut, 2017 Nachfolgekirche geweiht
- St. Joseph, Wolfsburg (2015), an evangelische Kirchengemeinde verkauft
- Hl. Familie, Empelde (2016), abgerissen
- Hauskapelle des Krankenhauses Neu-Mariahilf, Göttingen (2016), abgerissen
- Hauskapelle des Seniorenzentrums St. Elisabeth, Wolfsburg (2016), abgerissen
- St. Elisabeth, Wolfsburg (2016), an Stadt Wolfsburg verkauft, nach Umbau 2022 als städtisches Kulturhaus wiedereröffnet
- Hauskapelle des St.-Vinzenz-Krankenhauses, Braunschweig (2016), Krankenhaus geschlossen, Nachnutzung offen
- St. Theresia vom Kinde Jesu, Eschede (2017), verkauft, Umbau zu Wohnhaus geplant
- St. Christophorus, Hannover-Stöcken (2019), verkauft, abgerissen und durch Wohngebäude ersetzt
- St. Heinrich, Wolfsburg (2019), verkauft, Nachnutzung als Veranstaltungsraum
- Christ König, Bremen (2019), Umbau zur Kindertagesstätte geplant
- St. Hedwig, Großenwieden (2021), verkauft und abgerissen
- St. Andreas, Sankt Andreasberg (2021), Umbau zur Freizeitanlage geplant
- St.-Norbert-Kapelle der Katholischen Akademie St. Jakobushaus, Goslar (2021), steht zum Verkauf
- Kapelle der Bildungsstätte St. Martin, Germershausen (2021), Nachnutzung noch offen
- Heilig Geist, Markoldendorf (2022), soll verkauft werden
- St. Bonifatius, Badenhausen (2023), soll verkauft und als Lagerhalle genutzt werden
- St. Bernward, Hildesheim (2023), Nutzung als Depot des Bistumsarchivs vorgesehen
- St. Barbara, Büddenstedt (2024), verkauft, Abriss geplant
- St. Michael, Nordstemmen (2024), verkauft, soll abgerissen und durch Wohngebäude ersetzt werden
- St. Oliver, Altenau (2025), Verkauf geplant

Ebenfalls profaniert wurde die katholische Kapelle in Drochtersen.